# Hrušovany
Hrušovany és un poble i municipi d'Eslovàquia situat a la regió de Nitra, al sud-oest del país, dintre del districte de Topoľčany.
La localitat està documentada per primera vegada el 1318.
El seu terme municipal té 5,47 km². El poble té un seguit d'assentaments rurals, el 31 de desembre de 2015 hi vivien 1.087 habitants, el que suposava 198 habitants per km².

## Demografia
| Godina             | 1994 | 2004   | 2014   | 2024   |
| ------------------ | ---- | ------ | ------ | ------ |
| Nombre de persones | 1133 | 1134   | 1101   | 1056   |
| Diferència         |      | +0,08% | −2,91% | −4,08% |

| Godina             | 2023 | 2024   |
| ------------------ | ---- | ------ |
| Nombre de persones | 1067 | 1056   |
| Diferència         |      | −1,03% |